# Schmarl
Schmarl – dzielnica miasta Rostock w Niemczech, w kraju związkowym Meklemburgia-Pomorze Przednie. 